# Tuntsajoki
Il Tuntsajoki (in russo Тунтсайоки?; in finlandese Tuntsajoki) è un fiume della Finlandia (Lapponia) e della Russia europea (Oblast' di Murmansk).

## Descrizione
Il fiume ha origine nelle foreste della Finlandia, sui monti Värriötunturit, vicino al confine russo-finlandese. Scorre attraverso una zona umida boscosa in direzione sud-orientale e presenta delle rapide. Unendosi con il fiume Kutsajoki (lungo 80 km) dà origine al Tumča, che dopo un breve corso sfocia nel lago Tumčaozero. Il Tuntsajoki ha una lunghezza di 150 km, assieme al Tumča è di 172 km, l'area del bacino è di 5240 km². Lungo il suo corso tocca il villaggio russo di Alakurtti.